# Clássicos do Cinema (RTP2)
Clássicos do Cinema foi uma rubrica quinzenal de exibição de cinema que existiu na RTP2 entre 1975 e 1976, onde foram exibidos os mais célebres filmes mudos, sobretudo portugueses, da história da 7ª Arte.

## Filmes Exibidos no Clássicos do Cinema
Os filmes que foram estreados em televisão no "Clássicos do Cinema" foram dos mais variados tipos e os que mais fizeram sucesso na televisão, como demonstra a lista dos seguintes exemplos que apresentamos de filmes que foram estreados, exibidos ou reexibidos na rubrica "Clássicos do Cinema":

### 1974
| Dia de exibição    | Titulo do filme e ano | País de origem | Elenco principal | Tempo de exibição   |
| ------------------ | --------------------- | -------------- | ---------------- | ------------------- |
| 10 de maio de 1974 | As Mãos de Orlac'     |                |                  | 1 hora e 30 minutos |

### 1976
| Dia de exibição        | Titulo do filme e ano               | País de origem | Elenco principal                                                                                         | Tempo de exibição    |
| ---------------------- | ----------------------------------- | -------------- | --- | -------------------- |
| 14 de agosto de 1976   | Os Fidalgos da Casa Mourisca (1921) | Portugal       | Erico Braga, Aurora Celeste, Salvador Costa                                                              | 1 hora e 20 minutos  |
| 28 de agosto de 1976   | Barbanegra (1920)                   | Portugal       | María Campos, José Cardoso, Maria de Oliveira                                                            | 55 minutos           |
| 4 de setembro de 1976  | Amor de Perdição (1921)             | Portugal       | Pato Moniz, António Pinheiro, Brunilde Júdice                                                            | 2 horas e 30 minutos |
| 18 de setembro de 1976 | Mulheres da Beira (1923)            | Portugal       | Brunilde Júdice, Mário Santos, António Pinheiro, Rafael Marques, Duarte Silva                            | 1 hora e 5 minutos   |
| 2 de outubro de 1976   | O Destino (1922)                    | Portugal       | Palmira Bastos, Maria Emília Castelo Branco, Maria Clementina, Henrique de Albuquerque, Raul De Oliveira | 1 hora e 5 minutos   |

## Ligações Externas
- Diário de Lisboa, Fundação Mário Soares.
- Rádio e Televisão de Portugal
- Revista "Rádio e Televisão"
- Comarca de Arganil